# Адрес массовой регистрации
А́дрес ма́ссовой регистра́ции — неофициальный термин, используемый в Российской Федерации, подразумевающий адрес места нахождения единоличного исполнительного органа юридического лица, по которому с ним осуществляется связь, содержащемуся в Едином государственном реестре юридических лиц, если такой адрес совпадает с адресами места нахождения единоличных исполнительных органов других юридических лиц.

## История
До создания в Российской Федерации Единого государственного реестра юридических лиц (1 июля 2002 года) государственная регистрация юридических лиц осуществлялась разными органами, в том числе органами местного самоуправления. На протяжении длительного времени регистрация осуществлялась в соответствии с «Положением о порядке государственной регистрации субъектов предпринимательской деятельности». Несмотря на отсутствие в упомянутом Положении соответствующих требований, в некоторых регионах и местностях России требовалось представление сведений о так называемом «юридическом адресе», — понятии, которое не определено законодательством России, но также вошло в обиход. Для подтверждения подобных сведений в некоторых регионах и местностях требовались документы, подтверждающие право собственности, аренды или иных прав на объект недвижимости, адрес которого заявлен для регистрации юридического лица. Несмотря на незаконность подобных требований, их удовлетворение вошло в обиход и сохранилось в некоторых регионах и после введения в действие Федерального закона от 08.08.2001 № 129-ФЗ «О государственной регистрации юридических лиц».

## Современность
Несмотря на то, что никакого подтверждения адреса места нахождения единоличного исполнительного органа юридического лица для государственной регистрации такого лица не требуется, при создании многих юридических лиц и ныне сохраняется стереотип, согласно которому соответствующий адрес, якобы, должен быть подтвержден некими документами. В таких условиях заявители, следуя «советам» так называемых «юридических фирм», оказывающих услуги по государственной регистрации, при государственной регистрации юридических лиц зачастую указывают в соответствующих заявлениях адрес, предоставленный им фирмой — регистратором, или иным лицом, не соответствующий адресу подлинного места нахождения единоличного исполнительного органа юридического лица, по которому с ним может осуществляться связь.
Указание недостоверного адреса места нахождения единоличного исполнительного органа также часто используется при создании так называемых фирм-однодневок.
В результате этого в Едином государственном реестре юридических лиц накопилось достаточно много записей об организациях, адреса места нахождения единоличного исполнительного органа которых совпадают. В повседневном обиходе такой адрес принято называть адресом массовой регистрации.

### Последствия
Само по себе совпадение адресов мест нахождения единоличных исполнительных органов нескольких юридических лиц не может повлечь никаких последствий. В то же время, сам факт выявления адреса массовой регистрации приводит к повышенному вниманию контролирующих органов (в первую очередь налоговых органов) в отношении соответствующих организаций.
Выявление того факта, что по указанному в ЕГРЮЛ адресу связаться с единоличным исполнительным органом юридического лица не представляется возможным, может свидетельствовать о представлении недостоверных сведений о юридическом лице, либо о не исполнении таким лицом обязанности в трехдневный срок сообщить в регистрирующий орган об изменениях сведений, содержащихся в ЕГРЮЛ, установленной пунктом 5 статьи 5 Федерального закона от 08.08.2001 № 129-ФЗ «О государственной регистрации юридических лиц и индивидуальных предпринимателей». Ответственность за непредставление, несвоевременное представление, или представление недостоверных сведений о юридическом лице в орган, осуществляющий государственную регистрацию юридических лиц предусмотрена частью 3 статьи 14.25 Кодекса Российской Федерации об административных правонарушениях.
Списки адресов массовой регистрации и соответствующих юридических лиц широко используются коммерческими организациями (в первую очередь банками, лизинговыми, страховыми компаниями и др.) для проверки соответствующих контрагентов при подготовке к совершению сделок с такими лицами. Проверка наличия организации в списке адресов массовой регистрации доступна любому лицу на официальном сайте Федеральной налоговой службы.